# Agamemnon-Klasse (1865)
Die drei Einheiten der Agamemnon-Klasse der Ocean Steam Ship Company waren die ersten Linienfrachtschiffe moderner Prägung.

## Einzelheiten
Nach dem vorangegangenen Umbau seines Schiffes Cleator auf eine von ihm entwickelte Verbunddampfmaschine, gab Alfred Holt 1864 für die neugegründete Ocean Steam Ship Company den Bau der drei Schwesterschiffe Agamemnon, Ajax und Achilles bei der Scotts Shipbuilding and Engineering Company in Greenock in Auftrag. Mit den drei Neubauten im Wert von zusammen 156.000 Pfund sollte der erste  Liniendienst mit Dampfschiffen nach China aufgebaut werden.
Das Typschiff Agamemnon begann seine Jungfernreise von Liverpool über Mauritius, Penang, Singapur und Hongkong nach Shanghai am 19. April 1865. Die Reisezeit betrug 77 Tage und die neuartige Dampfmaschine wies den erwünschten geringen Kohlenverbrauch von rund 20 Tonnen pro Tag auf. Im Zusammenwirken mit anderen Maßnahmen, wie zum Beispiel der schlanken Rumpfform, die die verhältnismäßig hohe Geschwindigkeit von zehn Knoten erlaubte, war es mit  den drei Neubauten auf der langen Route nach China erstmals möglich, in Konkurrenz zu den Segelschiffen zu treten, die diesen Verkehr bis zu diesem Zeitpunkt beherrschten. 1869 nahm das Schiff mit etwa 1141 Tonnen von Hankau die größte bisher in einem Schiff transportierte Einzelladung Tee an Bord; auch die damit erzielte Fracht von 28.087 Pfund stellte seinerzeit einen Rekord dar.
Im Jahr 1897 wurde das Schiff nach über 30 Dienstjahren ohne Umbenennung auf die niederländische Tochtergesellschaft Nederlandsche Stoomvaart Maatschappij „Oceaan“ (NSMO) übertragen, wo sie zwei weitere Jahre in Fahrt blieb. 1899 wurde die Agamemnon schließlich in Italien abgebrochen. Auch die beiden Schwesterschiffe blieben vergleichbar lange in Fahrt, wechselten zum Ende ihrer Karriere zur NSMO. Die Achilles traf ein Jahr vor der Agamemnon in Genua zum Abbruch ein, die Ajax blieb sogar bis 1900 in Fahrt, bevor sie ebenfalls in Genua verschrottet wurde.

## Die Schiffe
| Schiffsname | Baunummer | Indienststellung | Auftraggeber Reederei                     | Spätere Namen und Verbleib                                                                                    |
| ----------- | --------- | ---------------- | ----------------------------------------- | --- |
| Agamemnon   | -         | 1865             | Ocean Steam Ship Company Blue Funnel Line | 1899 in Italien verschrottet                                                                                  |
| Ajax        | -         | 1865             | Ocean Steam Ship Company Blue Funnel Line | 1868 bei Reparaturarbeiten in Shanghai gesunken, später gehoben und wieder in Fahrt, 1900 in Genua abgewrackt |
| Achilles    | -         | 1866             | Ocean Steam Ship Company Blue Funnel Line | 1898 in Genua abgebrochen                                                                                     |